# Liste des plus grandes entreprises italiennes
La liste ci-dessous répertorie les 20 plus grandes entreprises italiennes par chiffre d'affaires de 2015 selon le Forbes Global 2000. Les chiffres ont été publiés en 2015 et sont indiqués en milliards de dollars américains.

## Classement 2015
| Rang | Entreprise              | Chiffre d'affaires (en milliards de $) | Profit (en milliards de $) | Siège social        | Secteur                   |
| ---- | ----------------------- | -------------------------------------- | -------------------------- | ------------------- | ------------------------- |
| 1    | Exor                    | 158,3                                  | 0,6                        | Turin               | Finance                   |
| 2    | Generali                | 90,5                                   | 2,3                        | Trieste             | Assurance                 |
| 3    | Enel                    | 75,9                                   | 2,8                        | Rome                | Energie                   |
| 4    | Eni                     | 61,6                                   | -1,6                       | Rome                | Energie                   |
| 5    | Poste italiane          | 36,6                                   | 0,6                        | Rome                | Poste                     |
| 6    | Intesa Sanpaolo         | 24,8                                   | 3,4                        | Turin               | Banque                    |
| 7    | UniCredit Group         | 24,4                                   | -13                        | Rome                | Banque                    |
| 8    | Telecom Italia          | 21                                     | 2                          | Milan               | Télécommunications        |
| 9    | Unipol                  | 18,4                                   | 0,4                        | Bologne             | Assurance                 |
| 10   | Leonardo                | 13,3                                   | 0,6                        | Rome                | Aéronautique              |
| 11   | Saipem                  | 11                                     | -2,3                       | Sarroch             | Energie                   |
| 12   | Luxottica               | 10,1                                   | 0,9                        | Milan               | Lunettes                  |
| 13   | Atlantia                | 6                                      | 1,2                        | Rome                | Gestion d'infrastructures |
| 14   | Banca MPS               | 5,9                                    | -3,6                       | Sienne              | Banque                    |
| 15   | Cattolica Assicurazioni | 5,5                                    | 0,1                        | Verone              | Assurance                 |
| 16   | UBI Banca               | 4,6                                    | -1                         | Bergame             | Banque                    |
| 17   | Prada                   | 3,9                                    | 0,4                        | Milan               | Prêt-à-porter             |
| 18   | Ferrari                 | 3,4                                    | 0,4                        | Maranello           | Automobile                |
| 16   | Banco BPM               | 3,2                                    | -1,9                       | Rome                | Banque                    |
| 18   | BPER Banca              | 2,7                                    | 0                          | Rome                | Banque                    |
| 19   | Snam                    | 2,7                                    | 1                          | San Donato Milanese | Energie                   |